# Brocken Moon
Brocken Moon – zespół muzyczny grający black metal, założony w 1999. Nazwa pochodzi od góry Brocken.

## Dyskografia
- Pain - Rehearsal 1999 - Demo (1999)
- Schattenlicht des Mondes - Demo (2002)
- Seelenwanderung - Demo (2005)
- Trauer & Verachtung - Demo (2005)
- Vollmond - Demo (2005)
- Mondfinsternis - CD (2005)
- Das Märchen vom Schnee - CD (2008)

## Muzycy
Obecny skład zespołu
- Humanhater - wszystkie instrumenty

Byli członkowie zespołu
- Grim - śpiew